# Langé
Langé é uma comuna francesa na região administrativa do Centro, no departamento Indre. Estende-se por uma área de 21,19 km². Em 2010 a comuna tinha 286 habitantes (densidade: 13,5 hab./km²).